# Clavulinopsis fusiformis
Clavulinopsis fusiformis är en svampart som först beskrevs av James Sowerby, och fick sitt nu gällande namn av Corner 1950. Clavulinopsis fusiformis ingår i släktet Clavulinopsis och familjen fingersvampar.   Inga underarter finns listade i Catalogue of Life.

## Källor

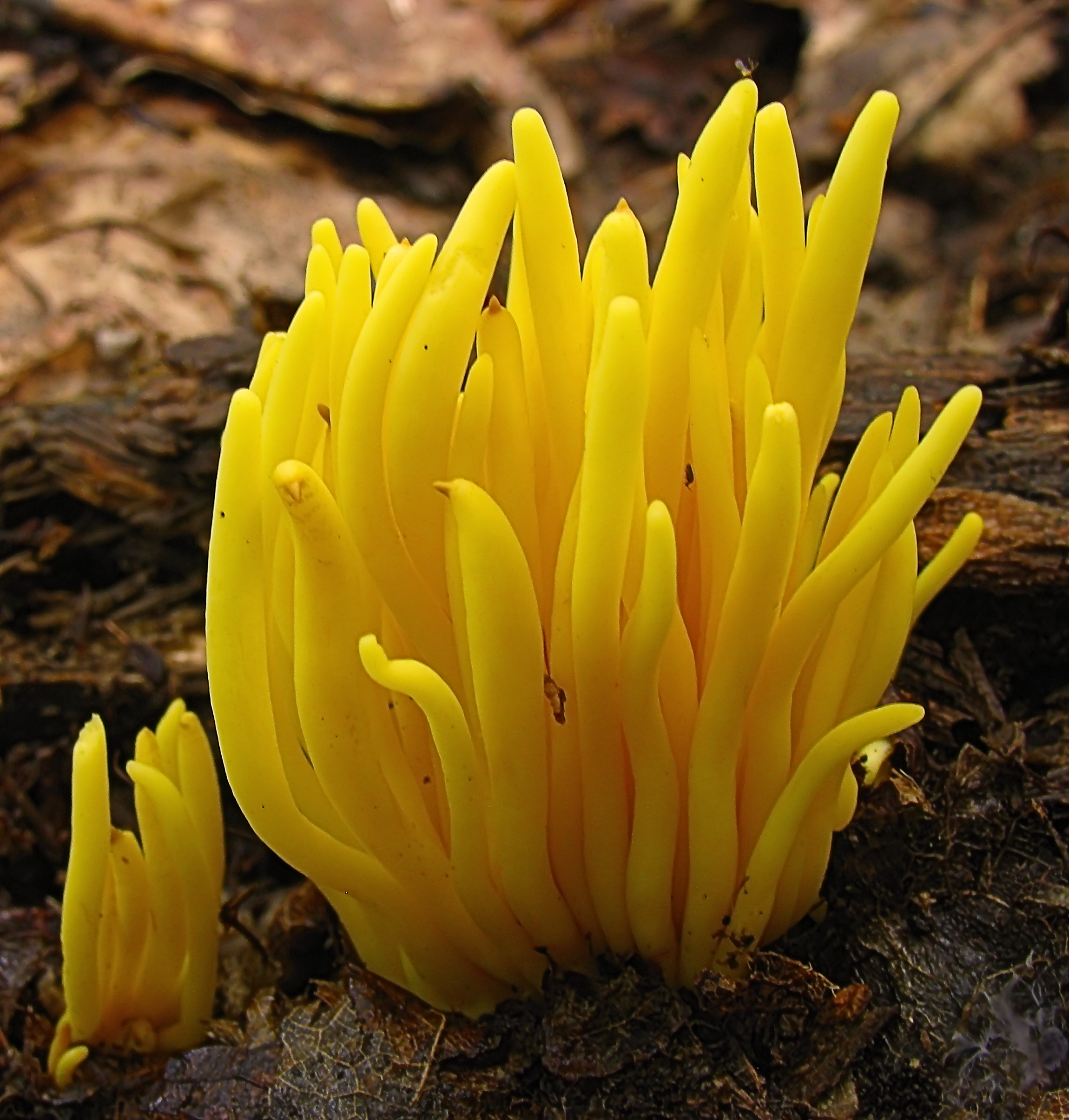
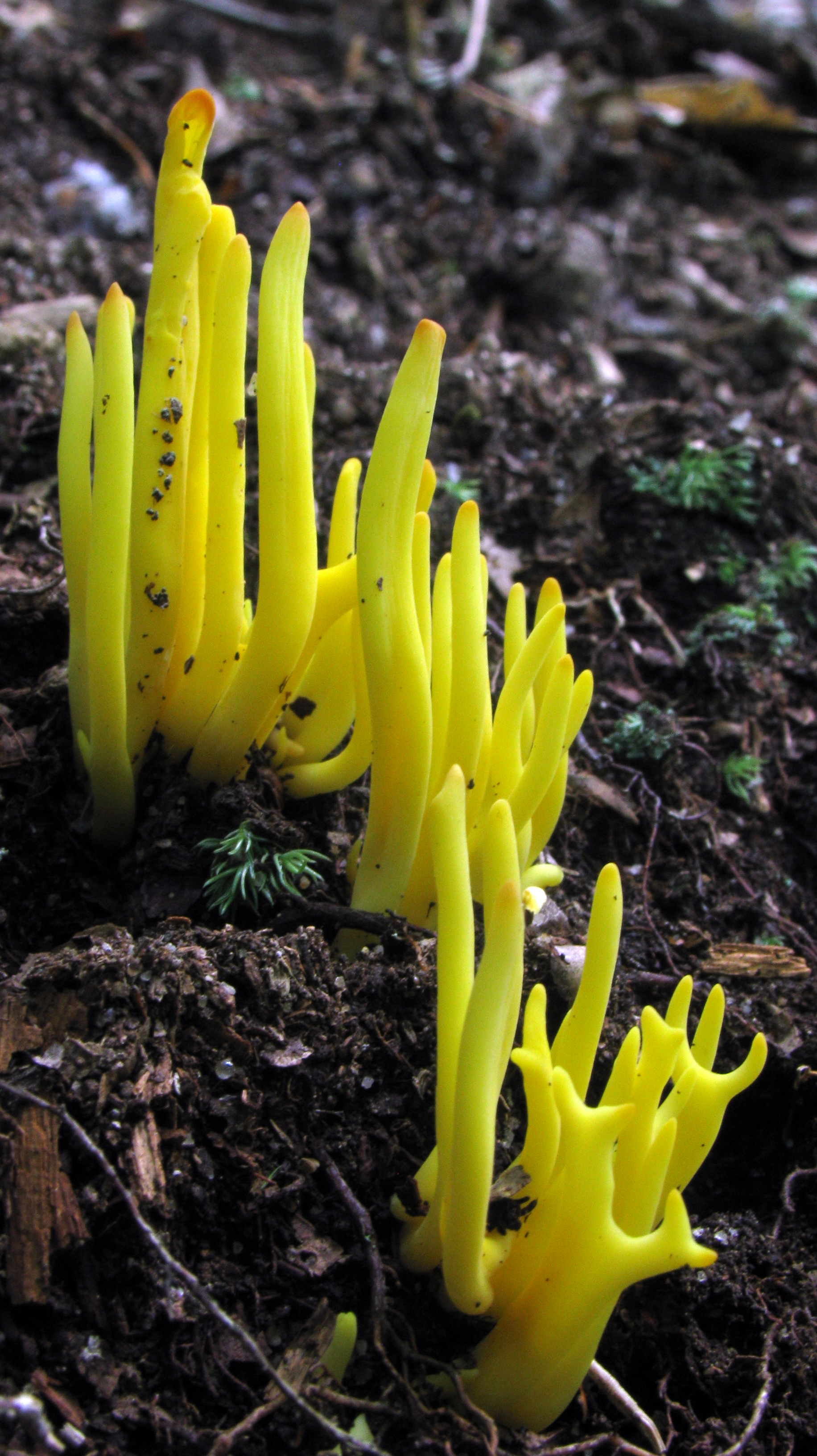